# 施瓦茨貝格山
47°58′46″N 14°28′20″E / 47.979458°N 14.472300°E
施瓦茨貝格山（德語：Schwarzberg），是奧地利的山峰，位於該國北部，由上奧地利州負責管轄，屬於上奧地利前阿爾卑斯山脈的一部分，海拔高度838米，每年平均降雨量1,513毫米。